# 十一烷基灵菌红素
十一烷基灵菌红素是一种含氮有机化合物，分子式C25H35N3O，存在于一些鏈黴菌屬（Streptomyces）物种中，有用作抗疟药的潜力。